# توني أردن
توني أردن (بالإنجليزية: Toni Arden)‏ هي مغنية أمريكية، ولدت في 15 فبراير 1924، وتوفيت في 29 مايو 2012 في ليك وورث في الولايات المتحدة.

## وصلات خارجية
- توني أردن على موقع IMDb (الإنجليزية)
- توني أردن على موقع ميوزك برينز (الإنجليزية)
- توني أردن على موقع ديسكوغز (الإنجليزية)
- توني أردن على موقع قاعدة بيانات الفيلم (الإنجليزية)